# Runa Kappel
Runa Kappel es una deportista alemana que compitió en vela en la clase Yngling. Ganó una medalla de plata en el Campeonato Mundial de Yngling de 2006.

## Palmarés internacional
| \| Campeonato Mundial \| Campeonato Mundial \| Campeonato Mundial \| Campeonato Mundial \| \| Año \| Lugar \| Medalla \| Clase \| \| ------------------ \| --------------------- \| ------------------ \| ------------------ \| \| 2006 \| La Rochelle (Francia) \| Medalla de plata \| Yngling \| |                       |                  |         |
| Campeonato Mundial |                       |                  |         |
| Año | Lugar                 | Medalla          | Clase   |
| 2006 | La Rochelle (Francia) | Medalla de plata | Yngling |